# Nikon (Pietin)
Nikon, imię świeckie Aleksandr Porfiriewicz Pietin (ur. 19 maja?/1 czerwca 1902 w Jekatierinodarze, zm. 16 kwietnia 1956 w Odessie) – rosyjski biskup prawosławny.

## Życiorys
W 1918 ukończył seminarium duchowne w Stawropolu. Studiował również w Instytucie Politechnicznym w Kubaniu, jednak nie zakończył nauki. W 1928 został wyświęcony na kapłana jako celibatariusz. Służył w eparchii penzeńskiej.
W 1933 został skazany na pięć lat łagru i uwięziony w obozie w Uchcie (ros. Uchtpieczłag). Po odbyciu wyroku zamieszkiwał w obwodzie kalinińskim. Dołączył do ruchu Żywej Cerkwi, który porzucił w 1944, składając akt pokutny, po czym został na nowo przyjęty do kanonicznego Rosyjskiego Kościoła Prawosławnego. W tym samym roku złożył wieczyste śluby mnisze z imieniem Nikon. 21 maja tego samego roku został wyświęcony na biskupa woroszyłowgradzkiego. W chirotonii jako konsekratorzy wzięli udział metropolita kruticki i kołomieński Mikołaj, biskup rostowski i taganroski Eleuteriusz oraz biskup dmitrowski Hilary. 
W 1945 Rosyjski Kościół Prawosławny zdecydował o utworzeniu nowej eparchii z siedzibą we Lwowie. Biskup Nikon był pierwotnie typowany na jej ordynariusza, ostatecznie jednak uznano, że odpowiedniejszym kandydatem będzie duchowny znający język ukraiński, związany z Ukrainą zachodnią, a także wykształcony tak dobrze, jak kapłani greckokatoliccy. Te czynniki przesądziły o nominowaniu na biskupa lwowskiego i tarnopolskiego archimandryty Makarego (Oksijuka) i pozostawieniu biskupa Nikona na dotychczasowej katedrze. 
Od 1945 Nikon jako biskup doniecki i woroszyłowgradzki zarządzał wszystkimi strukturami Cerkwi w regionie Donbasu i na Ługańszczyźnie. W 1948 został locum tenens eparchii odeskiej, a od 1949 faktycznym jej zarządzającym.
W 1951 otrzymał godność arcybiskupią, równocześnie został na stałe przeniesiony na katedrę odeską, natomiast funkcję locum tenens pełnił w odniesieniu do kierowanej wcześniej eparchii donieckiej, na której nie wyznaczono jego następcy. Zmarł w 1956 w Odessie i został pochowany w tamtejszym soborze katedralnym.